# Chẩn đoán điều dưỡng
Chẩn đoán điều dưỡng là một phần rất quan trọng trong quy trình điều dưỡng nhằm giúp người điều dưỡng đưa ra các quyết định làm cơ sở cho việc theo dõi, chăm sóc và hỗ trợ cho người bệnh (gia đình, cộng đồng). Nó bao gồm việc người điều dưỡng xác định các nhu cầu thực tại và tiềm tàng có thể ảnh hưởng đến người bệnh (gia đình, cộng đồng) để đưa ra một kế hoạch thích hợp đáp ứng với các nhu cầu đó. Để có được chẩn đoán điều dưỡng chính xác, nó phải được căn cứ trên các thông tin từ người bệnh mà người điều dưỡng có được sau khi đã theo dõi, thăm khám tỉ mỉ và cẩn thận.
Chẩn đoán điều dưỡng đã được xây dựng thành một hệ thống phân loại cụ thể, để khi người điều dưỡng nghe đến tên của một "chẩn đoán" nào đó sẽ định hướng ra ngay cách "xử lý" để giải quyết nhu cầu đó của người bệnh. Chẩn đoán điều dưỡng đã được Hiệp hội chẩn đoán Bắc Mỹ gọi tắt là NANDA (the North American Nursing Diagnosis Association) xây dựng thành một hệ thống phân loại và được nhiều nước trên thế giới sử dụng. Ở Việt Nam, chẩn đoán điều dưỡng vẫn đang còn có nhiều tranh luận, chưa có được sự thống nhất giữa điều dưỡng lâm sàng và các nhà đào tạo, giữa các bệnh viện, các trường đào tạo điều dưỡng với nhau. Điều dưỡng Việt Nam đang trong quá trình phát triển, cần phải đầu tư nhiều hơn nữa để xây dựng một hệ thống chẩn đoán điều dưỡng thống nhất làm cơ sở để người điều dưỡng đưa ra các quyết định chăm sóc thích hợp nhằm nâng cao chất lượng chăm sóc người bệnh.

## Cấu trúc của một chẩn đoán điều dưỡng
Theo tổ chức quốc tế NANDA, hệ thống chẩn đoán điều dưỡng gồm có 4 phần: 
1. Chẩn đoán các nhu cầu thực tại - "A clinical judgment about human experience/responses to health conditions/life processes that exist in an individual, family, or community". An example of an actual nursing diagnosis is: Sleep deprivation.
2. Xác định các nguy cơ - "Describes human responses to health conditions/life processes that may develop in a vulnerable individual/family/community. It is supported by risk factors that contribute to increased vulnerability." An example of a risk diagnosis is: Risk for shock.
3. Đề nghị người bệnh thay đổi các hành vi sức khỏe có lợi - "A clinical judgment about a person's, family's or community's motivation and desire to increase wellbeing and actualize human health potential as expressed in the readiness to enhance specific health behaviors, and can be used in any health state." An example of a health promotion diagnosis is: Readiness for enhanced nutrition.
4. Chẩn đoán các hội chứng - "A clinical judgment describing a specific cluster of nursing diagnoses that occur together, and are best addressed together and through similar interventions." An example of a syndrome diagnosis is: Relocation stress syndrome.[1]

## Quá trình xây dựng chẩn đoán điều dưỡng
1. Nhận định tình trạng - thu thập thông tin người bệnh một cách có hệ thống.
2. Tổ hợp/phân loại thông tin - Các thông tin đã thu thập được, người điều dưỡng sử dụng kiến thức kỹ năng của mình để hình thành các phương án giải quyết vấn đề
3. Đưa ra các giả thuyết - Hình dung các giải pháp và chọn lựa những giải pháp phù hợp nhất.
4. Xác định các vấn đề ưu tiên - Lựa chọn các vấn đề sống còn, ưu tiên giải quyết những dấu triệu chứng, những nhu cầu ảnh hưởng trực tiếp đến sự an toàn người bệnh.
5. Lập kế hoạch - Lập kế hoạch giải quyết các vấn đề dựa trên tình hình thực tế, hướng đến kết quả chăm sóc mong muốn.
6. Thực hiện - Thực hiện theo kế hoạch đã xây dựng, đông thời trong quá trình thực hiện cần tiếp tục quan sát, đánh giá tình trạng người bệnh để điều chỉnh các hoạt động chăm sóc phù hợp
7. Đánh giá - Đánh giá tình trạng người bệnh và đánh giá quá trình chăm sóc để có hướng giải quyết thích hợp [2]

## Trích dẫn
1. ↑  Herdman, TH (Ed.) (2009). Nursing diagnoses: definitions and classification 2009 - 2011. Wiley-Blackwell: Singapore.
2. ↑  Lunney, M. (2009) Assessment, clinical judgment, and nursing diagnoses: how to determine accurate diagnoses. In Herdman, TH (Ed.), Nursing diagnoses: definitions and classification 2009-2011. Wiley-Blackwell: Singapore